# Symphonie no 5 de Michael Haydn
Pour les articles homonymes, voir Symphonie no 5.
La Symphonie no 5 en la majeur, Perger  3, Sherman 5, MH 63, est une symphonie de Michael Haydn, qui a été composée à Salzbourg en 1763.

## Analyse de l'œuvre
La symphonie est écrite pour 2 hautbois, 2 bassons, 2 cors et les cordes.
Elle comporte quatre mouvements :
1. Allegro molto, en la majeur
2. Andante ma non troppo, en mi majeur
3. Menuet et Trio
4. Presto

Durée de l'interprétation : environ 27 minutes.